# Masirana kosodeensis
Espèce
Masirana kosodeensis est une espèce d'araignées aranéomorphes de la famille des Leptonetidae.

## Distribution
Cette espèce est endémique de Honshū au Japon. Elle se rencontre dans la grotte Kosode dans la préfecture de Yamanashi.

## Description
Le mâle holotype mesure 1,9 mm et la femelle paratype 2,4 mm.

## Étymologie
Son nom d'espèce, composé de kosode et du suffixe latin -ensis, « qui vit dans, qui habite », lui a été donné en référence au lieu de sa découverte, la grotte Kosode.

## Publication originale
- Komatsu, 1963 : Three new cave spiders of genera Gamasomorpha and Masirana from Japan. Acta Arachnologica, vol. 18, p. 21-26 (texte intégral).